# Festuca marcopetrii
Festuca marcopetrii är en gräsart som beskrevs av Jan Frederik Veldkamp. Festuca marcopetrii ingår i släktet svinglar, och familjen gräs. Inga underarter finns listade i Catalogue of Life.